# Guilherme Parede Pinheiro
Guilherme Parede Pinheiro (* 19. September 1995 in Nova Andradina) ist ein brasilianischer Fußballspieler. Der spielstarke Fuß des Stürmers ist der Rechte.

## Karriere
Guilherme begann seine Laufbahn bei Coritiba FC. Hier schaffte der Spieler auch den Sprung in den Profikader. Am 28. August 2015 wurde er im Copa do Brasil Spiel gegen Grêmio FBPA in der 30. Minute eingewechselt. In der Série A war er bereits fünf Tage beim Spiel gegen den Chapecoense Teil der Mannschaft, kam aber noch nicht zum Einsatz. Sein Ligadebüt gab Guilherme in der Série A 2015 am 6. September. Im Spiel gegen den Avaí FC spielte er von Beginn an bis zur 54. Minute. Für den Rest der Saison stand er immer im Kader und kam zu vier weiteren Einsätzen.
Zum Start in die Saison 2017 wurde Guilherme an den J. Malucelli Futebol nach Curitiba für ein Jahr ausgeliehen. Bereits nach den Spielen in der Staatsmeisterschaft von São Paulo mit Malucelli, wechselte der Spieler aber erneut. Weiterhin auf Leihbasis ging er zum Ypiranga FC nach Erechim. Mit diesem trat er in elf Spielen in der Série C an. Nach Abschluss der Saison kehrte er zu Coritiba, wo er noch einen Vertrag bis Ende 2018 hat. Der Vertrag wurde im Oktober des Jahres bis Dezember 2021 verlängert. Im Dezember wurde bekannt, dass Guilherme für ein Jahr an den Série A Klub SC Internacional ausgeliehen wird.
Anfang 2020 wechselte Guilherme nach Argentinien zum Club Atlético Talleres. Aufgrund der COVID-19-Pandemie wurde am 28. April der Spielbetrieb unterbrochen. Im August des Jahres wurde Guilherme in seine Heimat an den CR Vasco da Gama bis Ende des Jahres ausgeliehen. Talleres forderte im November seine vorzeitige Rückkehr an, welcher Vasco nachkam. Danach stand Guilherme bis Ende 2021 im Kader von Talleres. Im Januar 2022 wurde er wieder nach Brasilien an den EC Juventude ausgeliehen. Hier trat er in der Staatsmeisterschaft (zehn Spiele, kein Tor), der Série A 2022 (16 Spiele, zwei Tore) und im Copa do Brasil 2022 (drei Spiele, kein Tor) an. In der Série A 2022 belegte der Klub frühzeitig den letzten Platz und musste in die Série B 2023 absteigen. Guilherme verließ den Klub und wechselte für die Saison 2023 zum Vila Nova FC.
Zu Beginn der Saison 2024 wechselte er im Januar 2024 auf Leihbasis zum japanischen Erstligisten Kashima Antlers. Seinen Einstand bei dem Klub gab er in der Liga am 22. Februar 2024 im Spiel beim Nagoya Grampus. In der Partie wurde er in der 85. Minute für Hayato Nakama eingewechselt. In der Folge kam er über die Rolle eines Reservespielers nicht hinaus. Im August zog er sich im Training einen Kreuzbandriss zu und fiel für den Rest der Saison aus. Er kehrte zur Behandlung in seine Heimat zurück.